# Lethargie
Lethargie is ziekelijke slaapzucht, gepaard gaande met dufheid en mentale inertie. Het is een symptoom van verschillende psychische, neurologische of fysiologische aandoeningen. Lethargie gaat vaak gepaard met klinische depressie.

## Lethargie in het dierenrijk
In het dierenrijk is lethargie een inactieve levenswijze of levensfase. Het komt voor bij een aantal diersoorten die een groot deel van hun leven inactief zijn. Ze trekken zich vaak terug in hun schuilplaats gedurende langere tijd en komen pas tevoorschijn als ze moeten eten of als de omstandigheden beter worden. Enkele dieren die als lethargisch kunnen worden aangeduid zijn:
- Slijkvissen: dit zijn vissen die gedurende de droge periode in een cocon van slijm leven en wachten op regen
- Korsthagedissen: een kleine familie van reptielen die meer dan 90% van hun tijd in het hol doorbrengt.
- Kikkers; een aantal kikkers graaft zich in in de modder en kan zo jaren van droogte overleven.